# Tall (física)
En física teòrica, un tall és un valor màxim o mínim arbitrari d'energia, impulsió, o longitud, utilitzat en algun càlcul matemàtic per tal d'evitar valors més grans o més petits d'aquestes quantitats físiques.
Termes comuns com "tall infraroig" i "tall ultraviolat" indiquen que les regions específiques evitades corresponen a la zona de la distribució de molt baixes o molt altes energies.

## Tall infraroig i ultraviolat
Un tall infraroig (tall de llarga distància) és el valor mínim d'energia – o, equivalentment, de màxima longitud d'ona (corresponent a una distància molt gran) – considerat en un càlcul donat, típicament en una integral divergent.
A l'extrem oposat de l'escala d'energia, un tall ultraviolat indica la màxima energia o la distància més curta permesa en el càlcul.

## Ús de talls en càlculs teòrics
Els talls s'empren típicament per a impedir singularitats que apareixen en càlculs matemàtics. Si una quantitat donada és calculada amb una integral en funció de l'energia o d'una altra quantitat física, aquests talls determinen els límits inferior i/o superior de la integració. El result físic real s'obté quan el tall apropiat és igualat a zero o a infinit. Tanmateix, aquestes integrals són sovint divergents – a l'infraroig i/o a l'ultraviolat – i és necessari mantenir la dependència (arbitrària) del resultat en els talls fins que, al final del càlcul, aquests són "renormalitzats" en altres paràmetres de la teoria.